# Pfingst-quack

Le Pfingst-quack ou Pfingstquack (porteur de mai), parfois également nommé Mohrenkönig (roi des Mores) est, dans le folklore alsacien, un personnage symbolisant la croissance des céréales. Il est traditionnellement accompagné de deux Pfingstknecht (porteurs de panier) et d'une martre voleuse.